# Рихтер, Чарльз Фрэнсис
Чарльз Фрэ́нсис Ри́хтер (англ. Charles Francis Richter, 26 апреля 1900 — 30 сентября 1985) — американский сейсмолог, который в 1935 году предложил шкалу для оценки силы землетрясения в его очаге. Свою шкалу (шкалу Рихтера) он теоретически обосновал совместно с американским сейсмологом Бено Гутенбергом в 1941—1945 годах, после чего шкала получила признание во всём мире.

## Биография
Родился в семье фермеров. В 1909 году семья перебралась из штата Огайо в Калифорнию. В школе юный Чарльз увлекся физике, а именно к атомной физике.
После окончания школы Рихтер поступил в Стэнфордский университет, потом защитил докторскую диссертацию, в довольно юном для ученого возрасте. Роберт Милликен, лауреат Нобелевской премии, заметил Чарльза и предложил работу в Сейсмологической лаборатории. Чарльз начал изучать сейсмологию.
В то время многие понятия в разных научных школах не только противоречили, но и зачастую взаимно исключали друг друга. Он написал два учебника, в которых исправил множество из этих недочётов, от чего они не потеряли свою актуальность и в XXI веке.
Не меньше интереса вызывала у Рихтера и существовавшая в то время шкала для определения силы землетрясения, предложенная ещё в 1902 году итальянским священником и геологом Джузеппе Меркали. Она была не столько научно обоснованной, сколько субъективной. Сила толчков измерялась в ней, в том насколько поддались панике люди. Если успели выбежать из развалившегося дома, то число баллов меньше, если погибли под обломками — то, соответственно, выше.
Директором сейсмической лаборатории в то время работал выходец из Германии Бено Гутенберг. Вдвоем они кропотливо изучали каждое известие о землетрясениях, пытаясь определить и закономерности в этих стихийных бедствиях, и возможность влиять на них, попытавшись ослабить их силу. В 1935 году они создали стройную систему, которая была построена на показаниях приборов-сейсмографов, фиксировавших колебания земли. В основу нее стал логарифмический принцип. Так сила толчков в три балла была в десять раз слабее, чем в четыре балла, и в сто раз меньше, чем в пять баллов. Это позволяло при оценке силы толчков быть более объективным.
Кроме составления шкалы названной его именем, он всю свою жизнь боролся за ужесточение строительных норм, за отказ в проектах от различных ненужных архитектурных излишеств, таких как размещение многотонных лепнин на верхних фасадах зданий.
В быту Рихтер был скорее романтиком. Он любил велосипедные прогулки, рыбалку, путешествия, во время которого можно заночевать в палатке в условиях дикой природы. Рихтер знал 7 языков, в том числе и русский.

## Личная жизнь
Рихтер был активным и убежденным натуристом. Он путешествовал со своей женой по многим нудистским общинам.
Рихтер был атеистом, но также и членом Конгрегации Кауфмана.
На его пенсионной вечеринке группа коллег из Калифорнийского технологического института, называемая «Квиднунки», сыграла и спела песенку под названием «шкала Рихтера», в которой приводились примеры землетрясений в Американской истории, рассказанные в балладном стиле. Рихтер поначалу стеснялся этой песни, считая, что она унижает науку. Однако автор песни, Кент Кларк, заявил в интервью 1989 года, что в конечном итоге Рихтеру понравилась эта песня.
Рихтер умер от затянувшейся сердечной недостаточности 30 сентября 1985 года в Пасадене, штат Калифорния. Он похоронен в Альтадене, Калифорнийском кладбище Маунтин-Вью и Мавзолее.